# تیم ملی والیبال زنان تونس
تیم ملی والیبال زنان تونس، تیمی است که از زنان والیبالیست کشور تونس تشکیل شده و به نمایندگی از این کشور در مسابقات بین‌المللی به میدان می‌رود.

## نتایج

### بازی‌های المپیک تابستانی
۱۹۶۴ تا ۲۰۲۰ – واجد شرایط نشد